# HMS Kandahar (F28)
«Кандагар» (F28) (англ. HMS Kandahar (F28) — військовий корабель, ескадрений міноносець типу «K» Королівського військово-морського флоту Великої Британії за часів Другої світової війни.

## Історія створення
«Кандагар» був закладений 18 січня 1938 року на верфі компанії William Denny and Brothers, в місті Дамбартон. 10 жовтня 1939 року увійшов до складу Королівських ВМС Великої Британії.